# Base64
Base64 este un sistem de codificare care transformă datele binare într-un format text. Acest format text este compus dintr-o serie de caractere alfanumerice, care sunt folosite pentru a reprezenta datele binare sub o formă care poate fi ușor stocată și transmisă în medii care acceptă doar caractere text. 
Codificarea Base64 este folosită pentru a transfera date binare, cum ar fi fișierele binare sau imagini, în medii care pot interpreta doar texte, cum ar fi e-mailurile sau documentele XML.
Codificarea Base64 funcționează prin împărțirea datelor binare în grupuri de 3 octeți (24 de biți) și apoi transformând aceste grupuri de octeți în caractere alfanumerice. Fiecare grup de 3 octeți este transformat într-un grup de 4 caractere Base64. Caracterele Base64 folosite includ litere majuscule (A-Z), litere minuscule (a-z), cifre (0-9) și două caractere speciale, de obicei "+" și "/".

## Exemplu
De exemplu, dacă avem un șir binar care reprezintă textul "Hello", acesta poate fi transformat într-un șir Base64 care ar arăta așa: "SGVsbG8=". Aceasta face ca datele binare să fie ușor de transmis sau de stocat ca text.
Pentru a decoda un șir Base64 înapoi în datele binare originale, se poate folosi un algoritm de decodificare Base64, care transformă caracterele Base64 înapoi în date binare.